# Nina Genke
Nina Genke, aussi Nina Genke-Meller (en russe : Нина Генке, Нина Генке-Меллер), née à Moscou en 1893 et morte à Kiev en 1954, est une artiste russo-ukrainienne de l'avant-garde suprématiste, designer, graphiste et scénographe.

## Biographie
Nina Genke naît d'un père hollandais, Henrikh Genke, et d'une mère russe, Nadejda Tikhanova.
En 1912, elle est diplômée du gymnasium privé Levandovskaïa à Kiev et enseigne la langue et l'histoire russe, la géographie et le dessin à Skoptsi. Elle reçoit une éducation artistique à l'atelier d'Alexandra Exter à Kiev et en est l'assistante de 1915 à 1917. Elle travaille au village coopératif d'artistes populaires Verbovka (gouvernement de Kiev), fondé par Natalia Davidova et est étroitement liée avec le groupe Supremus dirigé par Kasimir Malevitch, le fondateur du suprématisme.
Après 1915, Nina Genke dirige le village de Verbovka et y attire de nombreux artistes d'avant-garde tels que Kasimir Malevitch, Nadejda Oudaltsova, Alexandra Exter, Ivan Klioune, Ivan Pugni, Lioubov Popova, Olga Rozanova, Ksenia Bogouslavskaïa.
Après la Révolution d'Octobre de 1917, avec Alexandra Exter et Kliment Red'ko, elle participe à la décoration des rues de Kiev et d'Odessa pour les festivités de la Révolution et collabore à la conception de spectacles grandioses, et s'occupe du graphisme d'un livre.
Nina Genke devient l'artiste principal de la maison d'édition futuriste Golfstream dirigée par le poète futuriste ukrainien Mykhaïl Semenko. 
Au cours de la période 1920 à 1924, elle enseigne l'art au Studio d'État ukrainien jusqu'à son déménagement pour Moscou où elle œuvre comme scénographe et dessine des croquis pour une usine de papier peint. Elle occupe également un poste de chef adjoint à la Commission des Beaux-Arts de Vserabis.
Nina Genke travaille aussi comme architecte d'intérieur, scénographe et supervise des institutions d'arts décoratifs et appliqués.
Elle était mariée au peintre Vadim Meller.
L'artiste est inhumée au cimetière Baïkov.